# 魔鬼命令：轟天決戰
《魔鬼命令：轟天決戰》（英語：Universal Soldier: Day of Reckoning，前稱）是一部2012年美國科幻動作片，由約翰·海姆斯執導、編劇和剪輯。本片為「魔鬼命令系列電影」的第四部電影（忽略兩部電視電影），以及2009年電影《魔鬼命令：爆裂進化》的一部半續集。本集主角改由史考特·艾金斯飾演的約翰，其他主演包括尚-克勞德·范·達美、杜夫·朗格、安德烈·阿爾洛夫斯基和瑪莉亞·邦納。
《魔鬼命令：轟天決戰》為該系列首部以3D的格式製作。電影於2012年10月25日以隨選視訊（VOD）的方式發行，2012年11月30日於美國的限定戲院上映。

## 劇情
故事敘述一名男子約翰在夜晚中被入侵家中的路克·狄弗洛一行人重傷，在醫院醒來後得知他的妻子和女兒被殘忍地殺害，為此約翰發誓要向路克復仇；同時他也試圖拼湊出自己失去的記憶。

## 演員
- 史考特·艾金斯飾演約翰（John）
- 尚-克勞德·范·達美飾演路克·狄弗洛（英语：Luc Deveraux）
- 杜夫·朗格飾演安德魯·史考特（Andrew Scott）
- 瑪莉亞·邦納飾演莎拉（Sarah）
- 安德烈·阿爾洛夫斯基（英语：Andrei Arlovski）飾演馬格努斯（Magnus）
- 羅斯·布萊克威爾飾演戈爾曼探員（Agent Gorman）
- 克里斯多福·范·瓦恩伯格（英语：Kristopher Van Varenberg）飾演邁爾斯（Miles）
- 小羅伊·瓊斯飾演強壯的再造戰士

## 反響
《魔鬼命令：轟天決戰》獲得了褒貶不一的評價。大多爭論的是，本片的整體構想遠偏離了原本的《魔鬼命令》電影，使得該系列的常駐演員范·達美和朗格林的戲份很少。而暴力血腥的程度也被認為有些超過。爛番茄據46條專業評論持有52%的評級，此分數比前三集高。

## 外部連結
- Box Office Mojo上《Universal Soldier: Day of Reckoning》的資料（英文）
- 互联网电影数据库（IMDb）上《Universal Soldier: Day of Reckoning》的资料（英文）
- Universal Soldier: Day of Reckoning （页面存档备份，存于） at Magnet Releasing
- Metacritic上《Universal Soldier: Day of Reckoning》的資料（英文）
- 爛番茄上《Universal Soldier: Day of Reckoning》的資料（英文）